# Jigsaw (album Lady Sovereign)
Jigsaw − drugi album angielskiej raperki Lady Sovereign, wydany w kwietniu 2009 roku nakładem wytwórni Midget Records i EMI.

## Spis utworów
1. „Let’s Be Mates” – 3:20
2. „So Human” (Lukasz Gottwald, Benjamin Levin, Robert Smith) – 3:56
3. „Jigsaw” – 3:32
4. „Bang Bang” – 3:22
5. „I Got You Dancing” – 3:33
6. „Pennies” (Gottwald, Levin) – 3:05
7. „Guitar” – 3:32
8. „Student Union” – 3:05
9. „Food Play” – 5:13
10. „I Got the Goods” – 3:01
11. „I Got You Dancing (Semothy Jones Remix)” (utwór dodatkowy) – 4:06

Limitowana edycja bonusowa albumu
1. „I Got You Dancing (Jack Beats Remix)”
2. „I Got You Dancing (Semothy Jones Remix)”
3. „I Got You Dancing (Medasyn Dub Remix)”
4. „So Human (Soggy Face Remix)”
5. „So Human (Sinden Remix)”
6. „I Got You Dancing” (wideoklip)
7. „So Human” (wideoklip)

- Autorami wszystkich powyższych kompozycji (z wyjątkiem utworów #2 i #6) są Lady Sovereign i Gabriel Olegavich

## Single
Na single promujące album wytypowano dwa utwory:
1. „I Got You Dancing”,
2. „So Human”.

Pierwszy singel wydano już 8 grudnia 2008 r., drugi zaś − 6 kwietnia 2009, tj. w dniu światowej premiery płyty Jigsaw.

## Historia wydania
| Region            | Data             |
| ----------------- | ---------------- |
| Wielka Brytania   | 6 kwietnia 2009  |
| Stany Zjednoczone | 7 kwietnia 2009  |
| Australia         | 17 kwietnia 2009 |